# 普拉默特
普拉默特是奥地利上奥地利州因克赖斯地区里德县的一个市镇。总面积13.95平方公里，总人口977人，人口密度70.0人/平方公里（2005年）。